# Michael Joseph Begley
Michael Joseph Begley (* 12. März 1909 in Mattineague, Massachusetts; † 9. Februar 2002 in High Point) war ein US-amerikanischer Geistlicher und römisch-katholischer Bischof von Charlotte.

## Leben
Michael Joseph Begley empfing am 26. März 1934 das Sakrament der Priesterweihe für das Bistum Raleigh.
Am 30. November 1971 ernannte ihn Papst Paul VI. zum ersten Bischof des wenige Tage zuvor errichteten Bistums Charlotte. Der Apostolische Delegat in den Vereinigten Staaten, Erzbischof Luigi Raimondi, spendete ihm am 12. Januar 1972 in der Kathedrale von Charlotte die Bischofsweihe; Mitkonsekratoren waren der Bischof von Raleigh, Vincent Stanislaus Waters, und der Weihbischof in Raleigh, George Edward Lynch.
Am 29. Mai 1984 nahm Papst Johannes Paul II. das von Michael Joseph Begley aus Altersgründen vorgebrachte Rücktrittsgesuch an.